# Ludkovický potok
Der Ludkovický potok, am Unterlauf auch Černý potok, ist ein rechter und zugleich der größte Nebenfluss des Luhačovický potok in Tschechien.

## Geographie
Der Ludkovický potok entspringt am nordwestlichen Fuße der Hvězda (655 m) in der Ansiedlung Na Lhotách auf dem Hauptkamm der Vizovická vrchovina. An seinem Lauf gegen Süden liegen die Ortschaften Klencov, Provodov, Malenisko, Pradlisko, Ludkovice und Biskupice. Unterhalb von Biskupice mündet der Ludkovický potok in der Ortslage Podlipský Mlýn in den Luhačovický potok.
Der Ludkovický potok hat eine Länge von 12,3 km, sein Einzugsgebiet beträgt 62,5 km².
Oberhalb von Ludkovice wird der Bach im Stausee Ludkovice gestaut.

## Zuflüsse
- Dilský potok (l), im Stausee Ludkovice
- Březůvecký potok (r), bei Ludkovice
- Černý potok (r), bei Biskupice